# Philip José Farmer
Philip José Farmer (n. 26 ianuarie 1918, Terre Haute, Indiana, SUA – d. 25 februarie 2009, Peoria, Illinois, SUA) a fost un scriitor american, faimos mai ales pentru romanele și povestirile sale science fiction și fantasy.
Lucrările sale au fost traduse în douăzeci și una de limbi.
Celebritatea i-a fost asigurată de cele două serii de romane World of Tiers (1965–93) și Lumea Fluviului (1971–83). Este cunoscut pentru munca de pionierat în folosirea temelor sexuale și religioase, pentru fascinația față de eroii pulp și pentru operele scrise sub pseudonimul unor personaje fictive din alte cărți. Farmer a amestecat deseori lumi și personaje reale și fictive, alături de autori reali și falși, legând personajele de ficțiune laolaltă ca oameni reali, care au legături de sânge, cum se vede în lucrări ca The Other Log of Phileas Fogg (1973) și Doc Savage: His Apocalyptic Life (1973).
Criticul literar Leslie Fiedler îl compară pe Farmer cu Ray Bradbury, considerându-i pe amândoi "provinciali americani excentrici" ... care... "trec dincolo de limitele clasice ale formei science fiction-ului", dar îl găsește aparte pe Farmer pentru că "reușește să fie în același timp naiv și sofisticat în amestecul său ciudat de teologie, pornografie și aventură".

## Biografie
Farmer s-a născut în North Terre Haute, Indiana. În conformitate cu cele spuse de colegul său, Frederik Pohl, al doilea prenume l-a primit în onoarea unei mătuși, Josie.
Farmer a crescut în Peoria, Illinois, unde a absolvit Peoria High School. Tatăl său a fost inginer, șef al companiei electrice locale. Pe linie paternă, descinde din baronii Greystoke din prezent, fără a-i mai menționa și pe contele viking de Orkney, Thorfinn the Skull-Splitter și un co-rege al Dublinului de pe vremea vikingilor, Ivar the Boneless, și fratele acestuia Sigurd Snake-in-the-Eye. Cititor înrăit în copilărie, Farmer spune că a ales să devină scriitor în clasa a patra. A primit scrisori de recomandare pentru fotbal american și atletism de la Peoria High School și a devenit agnostic la vârsta de 14 ani. În 1941, la 23 de ani s-a câsâtorit, devenind tatăl unui băiat și al unei fete. A lucrat ca funcționar la o companie de tramvaie și la o fabrică de produse lactate, iar după antrenamentele de zbor din Al Doilea Război Mondial, a început să lucreze într-o oțelărie, la LeTourneau-Westinghouse. Și-a continuat studiile, dobândind o diplomă în literatura engleză la Bradley University în 1950.
Primul succes literar al lui Farmer a avut loc în 1952, cu romanul The Lovers, care prezenta relația bazată pe sex dintre un om și un extraterestru. A câștigat premiul Hugo pentru "Cel mai promițător tânăr autor" și, încurajat de acest lucru, și-a abandonat serviciul devenind scriitor full-time. Participând la un concurs, a câștigat premiul întâi, în valoare de 4,000$, pentru un roman care conținea germenii seriei ulterioare Lumea Fluviului. Cartea nu a fost publicată, iar Farmer nu a primit banii, dovedind că succesul literar nu aducea neapărat cu sine și liniștea financiară. Farmer a părăsit Peoria în 1956, devenind referent tehnic la o întreprindere din domeniul apărării și spațiului, pentru care a lucrat 14 ani, locuind în Syracuse, New York, Ann Arbor, Michigan, Scottsdale, Arizona, Beverly Hills și Los Angeles, California. În timpul liber a continuat să scrie science fiction.
A câștigat al doilea Hugo după publicarea nuvelei Riders of the Purple Wage (Călăreții salariului de purpură sau Marea îndopare, 1967), o pastișă după romanul Ulysses a lui James Joyce și, de asemenea, o satiră futuristică. Revigorat, Farmer devine din nou un scriitor full-time în 1969. Odată cu mutarea înapoi la Peoria în 1970, intră în cea mai prolifică perioadă a carierei sale, publicând 25 de cărți în 10 ani. Romanul Înapoi la trupurile voastre răzlețite! (o rescriere a versiunii nepublicate care câștigase premiul întâi cu 20 de ani în urmă) îi aduce al treilea Hugo în 1971. Un roman apărut în 1975, Venus ieșind din valuri, creează o mare agitație în comunitatea literară și mediatică, fiind scris la persoana întâi de un anume “Kilgore Trout”, personaj fictiv care apare în câteva scrieri ale lui Kurt Vonnegut ca scriitor de science fiction subapreciat. Acest demers nu este pe placul lui Vonnegut, deoarece unii comentatori nu numai că sunt de părere că a fost scrisă chiar de el, dar o mai și apreciază ca fiind necesară completării operelor sale. Farmer a avut aprobarea lui Vonnegut de a scrie cartea, dar Vonnegut a declarat ulterior că a regretat gestul.
Farmer a avut atât admiratori, cât și detractori. Leslie Fiedler l-a numit "cel mai mare scriitor de science fiction dintotdeauna" și a caracterizat abordarea liniei narative ca o “o plăcere gargantuelică de a înghiți întregul cosmos, trecut, prezent și viitor și de a-l vărsa înapoi”. Isaac Asimov l-a lăudat pe Farmer ca fiind un "scriitor de science fiction excelent; de fapt, un scriitor mult mai abil ca mine...." Dar Christopher Lehmann-Haupt l-a descris în The New York Times în 1972 ca “un muncitor plicticos din domeniul science fiction-ului”.
Farmer a decedat pe 25 februarie 2009.
La data morții, el și soția lui, Bette, aveau doi copii, șase nepoți și patru strănepoți.

## Teme literare

### Sex
Scrierile lui Farmer implică deseori teme de sexualitate; unele dintre primele lucrări sunt notabile pentru impactul pe care l-au avut introducând această problematică în literatura science fiction. Prima lucrare science fiction publicată (cu o mică excepție), nuvela The Lovers, i-a adus premiul Hugo pentru "Cel mai promițător tânăr autor" în 1953 și este considerată de către critică a fi povestea care a spart tabuul sexului în science fiction. Asta l-a pus imediat pe Farmer pe harta literară. Povestirea Strange Relations (1960) a fost un eveniment notabil al genului. A fost una dintre cele trei persoane căreia Robert A. Heinlein i-a dedicat Străin în țară străină (1961), roman care explorează libertatea sexuală ca una dintre temele principale. Mai mult, Fire and the Night (1962) este un roman mainstream despre o poveste de dragoste interrasială. În Night of Light (1966), el inventează o rasă extraterestră în care fiecare individ are o singură mamă și mai mulți tați. Atât Image of the Beast (1968), cât și continuarea sa, Blown (1969), explorează sexul în grup, călătoriile interplanetare și amestecul personajelor fictive ca Childe Harold cu oameni reali ca Forry Ackerman. În seria World of Tiers, el explorează tema complexului oedipian.

### Religie
Scrierile sale conțin uneori și teme religioase. Iisus apare ca personaj atât în seria Lumea Fluviului (în nuvela "Riverworld", dar nu în romane, cu excepția unei mențiuni a morții sale în Labirintul magic) cât și în Jesus on Mars. Night of Light (1957, extinsă în 1966) îl poartă pe nu prea sfântul părinte John Carmody într-o odisee pe o lume străină în care forțele spirituale se manifestâ în lumea materială. În Flesh (1960) astronauții revin pe un Pământ mai bătrân cu 800 de ani, dominat de o religie păgână de adorare a unei Zeițe. Alte exemple includ povestirile "J.C. on the Dude Ranch", "The God Business", "The Making of Revelation, Part I" și romanele Inside, Outside (1964) (a cărei desfășurare poate fi considerată a avea loc în Iad sau nu) și Poarta (1973), între altele.

### Eroi pulp
Multe dintre scrierile lui Farmer preiau personaje din ficțiune și istorie, cum se întâmplă în The Wind Whales of Ishmael (1971) - o continuare într-un viitor îndepărtat a cărții lui Herman Melville Moby-Dick, The Other Log of Phileas Fogg (1973) - care umple perioadele lipsă din romanul lui Jules Verne Ocolul Pământului în optzeci de zile și A Barnstormer in Oz (1982) - în care fiul adult al lui Dorothy, care e pilot, zboarâ accidental în Țara vrăjitorului din Oz.
A scris deseori despre eroii revistelor pulp Tarzan și Doc Savage. În romanul The Adventure of the Peerless Peer, Tarzan și Sherlock Holmes fac echipă împreună. Seriile lui Farmer Lord Grandrith și Doc Caliban portretizează personaje similare lui Tarzan și Doc Savage, în A Feast Unknown (1969), Lord of the Trees (1970) și The Mad Goblin (1970). Farmer a scris și douâ biografii contrafăcute ale celor două personaje, Tarzan Alive (1972) și Doc Savage: His Apocalyptic Life (1973), care pornesc de la premisa că ei se bazează pe oameni reali a căror viață e descrisă în cronicile originale și îi leagă genealogic de o serie de alte bine-cunoscute personaje fictive, într-o schemă cunoscută ca "Wold Newton family". Mai mult, Farmer a scris atât un roman autorizat despre Doc Savage, Escape from Loki (1991), cât și unul despre Tarzan, The Dark Heart of Time (1999). În romanul său din 1972 Time's Last Gift, Farmer explorează din nou tema lui Tarzan combinată cu călătoria în timp, folosind numele cu silabe inversate "Sahhindar" pentru erou (și inițialele TLG pentru titlu, ca și cod pentru "Tarzan, Lord Greystoke"). A mai scris Lord Tyger (1970), despre un milionar fără scrupule care încearcă să creeze un Tarzan real lăsând un copil să fie răpit și adus în fața acelorași întâmplări care l-au format pe Tarzan în cărțile originale.
În ciclul său istoric incomplet, Khokarsa — Hadon of Ancient Opar (1974) și Flight to Opar (1976) — Farmer portretizează "orașul pierdut" Opar, care joacă un rol important în saga lui Tarzan, în perioada gloriei sale ca și colonie a imperiului Khokarsa. Într-una dintre cărți este menționat un călător cu ochi verzi, în mod cert "Sahhindar"/Tarzan.

### Pseudonime
Farmer a scris Venus ieșind din valuri (1975) sub numele Kilgore Trout, un autor fictiv care apare în operele lui Kurt Vonnegut. El intenționa să scrie mai multe dintre cărțile fictive ale lui Trout (mai ales Son of Jimmy Valentine), dar o neînțelegere cu Vonnegut a pus capăt acestor planuri. În continuare, Farmer a scris o serie de cărți folosind pseudonimele unor "autori fictivi", în special pentru The Magazine of Fantasy and Science Fiction. Acestea sunt povestiri ale căror "autori" sunt personaje în alte povestiri. Prima povestire scrisă astfel a fost "a lui" Jonathan Swift Somers III (inventat de Farmer în Venus ieșind din valuri dar inspirat de una dintre vocile morților din Spoon River Anthology) și, ulterior, Farmer a folosit semnătura "Cordwainer Bird", un pseudonim inventat de Harlan Ellison pentru proiectele de film și de televiziune pe care dorea să le separe de persoana lui. Alte pseudonime îi includ pe Nick Adams, Leo Queequeg Tincrowdor, Paul Chapin, etc.

## Premii, nominalizări și distincții
- 1953: Câștigător, premiul Hugo - Cel mai promițător tânăr autor, The Lovers
- 1960: Nominalizare, premiul Hugo - Cea mai bună povestire, "The Alley Man"
- 1961: Nominalizare, premiul Hugo - Cea mai bună povestire, "Open to Me, My Sister"
- 1966: Nominalizare, premiul Hugo - Cea mai bună povestire, "The Day of the Great Shout"
- 1967: Nominalizare, premiul Nebula - Cea mai bună nuvelă, Călăreții salariului de purpură sau Marea îndopare
- 1968: Câștigător, premiul Hugo - Cea mai bună nuvelă, Călăreții salariului de purpură sau Marea îndopare
- 1972: Câștigător, premiul Hugo - Cel mai bun roman, Înapoi la trupurile voastre răzlețite![22]
- 1972: Nominalizare, premiul Locus - Cel mai bun roman science fiction, Înapoi la trupurile voastre răzlețite![22]
- 1974: Nominalizare, premiul Nebula - Cea mai bună povestire, "After King Kong Fell"
- 2000: Câștigător, premiul memorial Damon Knight Grand Master - pentru întreaga carieră, decernat la ceremonia premiilor Nebula
- 2001: Câștigător, premiul World Fantasy - pentru întreaga carieră
- 2003: Câștigător, premiul Forry - pentru întreaga carieră
- Premiul Burroughs Bibliophile pentru contribuțiile aduse literaturii
- Apare în Lista Internațională Who’s Who a Intelectualilor

## Serii de romane

### World of Tiers
Publicare originală:
- The Maker of Universes (1965)
- The Gates of Creation (1966)
- A Private Cosmos (1968)
- Behind the Walls of Terra (1970)
- The Lavalite World (1977)
- Red Orc's Rage (1991) (legat de serie, dar nu face parte din acțiunea principală)
- More Than Fire (1993)

Compilații ulterioare:
- The World of Tiers Volume One (SFBC, 1991) (include volumele 1-2)
- The World of Tiers Volume Two (SFBC, 1991) (include volumele 3-5)
- World of Tiers 1 (Sphere, 1986) (include volumele 1-3)
- World of Tiers 2 (Sphere, 1986) (include volumele 4-5)
- The World of Tiers (Tor, 1996) (include volumele 1-3)
- The World of Tiers, Volume Two (Tor, 1997) (include volumele 4-6)

### Lumea Fluviului
- To Your Scattered Bodies Go" (1971)

ro. Înapoi la trupurile voastre răzlețite! (Traducere Gabriel Stoian) - Editura Nemira 1996, ISBN 973-9177-62-0
ro. Fluviul vieții (Traducere Gabriel Stoian) - Editura Nemira 2006, ISBN 978-973-569-848-5
- The Fabulous Riverboat (1971)

ro. Vasul miraculos (Traducere Gabriel Stoian) - Editura Nemira 1997 și 2006, ISBN 973-9177-106-6 și ISBN 978-973-569-850-8
- The Dark Design (1977)

ro. Planul misterios (Traducere Gabriel Stoian) - Editura Nemira 1998 și 2006, ISBN 973-569-218-X și ISBN 978-973-569-849-2
- The Magic Labyrinth (1980)

ro. Labirintul magic (Traducere Gabriel Stoian) - Editura Nemira 2007, ISBN 978-973-569-936-9
- Gods of Riverworld (1983)

ro. Zeii Lumii Fluviului (Traducere Gabriel Stoian) - Editura Nemira 2008, ISBN 978-973-143-223-6
- River of Eternity (1983) - variantă a Lumii Fluviului

### Herald Childe
- Image of the Beast (1968)
- Blown: or Sketches Among the Ruins of My Mind (1969)
- Traitor to the Living (1973) - în acest roman non-erotic, personajul principal este în mod cert Herald Childe, dar acțiunea urmează unor evenimente petrecute într-o a treia carte care nu a fost niciodată scrisă și în care Childe rămâne amnezic

ro. Poarta (Traducere Cristian Sîngerozan) - Editura Lucman 2000. ISBN 973-9439-65-9
- Image of the Beast (Playboy, 1979) - set conținând Image of the Beast și Blown

### Dayworld
- Dayworld (1985)

ro. Dayworld (Traducere Dorin Preisler) - Editura Lucman 2000, ISBN 973-9439-73-8
- Dayworld Rebel (1987)

ro. Rebelul din Dayworld (Traducere Radu Șerban) - Editura Lucman 2001, ISBN 973-9439-75-6
- Dayworld Breakup (1990)

ro. Dayworld terminus (Traducere Radu Șerban) - Editura Lucman 2001, ISBN 973-9439-81-0

### Tarzan
- The Adventures of the Peerless Peer (1974), scrisă de John H. Watson (Dr. Watson) despre întâlnirea dintre Tarzan și Sherlock Holmes. Cartea a fost apărut ulterior în culegerea The Grand Adventure (1984) ca "The Adventure of the Three Madmen", cu Mowgli în locul lui Tarzan
- The Dark Heart of Time (1999), autorizat, antagonistul romanului este un milionar american care cautp să descopere secretul nemuririi lui Tarzan.
- Khokarsa

Acțiuni care preced și succed romanele clasice cu Tarzan, bazate pe un Tarzan nemuritor care călătorește în timp (din viitor până înainte de anul 10,000).
- - Time's Last Gift (1972)[23]
  - Hadon of Ancient Opar (1974), autorizat
  - Flight to Opar (1976), autorizat
  - Kwasin of Opar (neterminat) - Farmer l-a autorizat pe Christopher Paul Carey să finalizeze romanul sub titlul revizuit  The Song of Kwasin.[24]

### Lord Grandrith & Doc Caliban
Versiuni alternative și redenumite ale seriilor clasice, cu Tarzan și Doc Savage pe post de frați vitregi implicați într-o conspirație pentru conducerea lumii.
- A Feast Unknown (1969)
- Lord of the Trees / The Mad Goblin (dos-a-dos Ace Double, 1970)
- The Empire of the Nine (Sphere, 1988) - set retipărit de Ace Double cu The Mad Goblin reintitulat Keepers of the Secrets.

### Biografii fictive
- Tarzan Alive: A Definitive Biography of Lord Greystoke (1972)
  - "The Arms of Tarzan" (1971)
  - "Tarzan's Coat of Arms" (1971)
  - "Tarzan Lives" (1972) - republicată sub numele "An Exclusive Interview with Lord Greystoke" (1973)
  - "The Great Korak-Time Discrepancy" (1972)
  - "Extracts from the Memoirs of "Lord Greystoke"" (1974)
- Doc Savage: His Apocalyptic Life (1973)

## Alte romane
- The Green Odyssey (1957)
- Flesh (1960) - versiunea extinsă a apărut în 1967, Doubleday
- A Woman a Day (cunoscută și ca The Day of Timestop; 1960) - versiune extinsă a nuvelei Moth and Rust (1953) (legată de The Lovers)
- The Lovers (1961) - versiune extinsă a nuvelei din 1952 novella (revizuit în 1977)
- Cache from Outer Space (1962)
- Fire and the Night (1962)
- Inside Outside (1964)
- Tongues of the Moon (1964) - versiune extinsă a nuvelei din 1961
- Dare (1965)
- The Gate of Time (1966) - revizuită și extinsă ca Two Hawks from Earth (1979)
- Night of Light (1966)
- Lord Tyger (1970)
- Love Song (1970)
- The Stone God Awakens (1970)
- The Wind Whales of Ishmael (1971)
- The Other Log of Phileas Fogg (1973)
- Venus on the Half-Shell (1975) - scrisă sub pseudonimul Kilgore Trout

ro. Venus ieșind din valuri (Traducere Niculiță Damaschin) - Editura Nemira 1997, ISBN 973-9301-13-4
- Ironcastle (1976) - traducere/extindere a operei lui J.-H. Rosny-Aîné
- Jesus on Mars (1979)
- Dark Is the Sun (1979)
- The Unreasoning Mask (1981)
- Stations of the Nightmare (1982)
- Greatheart Silver (1982)
- A Barnstormer in Oz (1982)
- Escape from Loki (1991)
- The Caterpillar's Question (1992) - cu Piers Anthony
- Nothing Burns in Hell (1998)
- Naked Came The Farmer (1998) - cu Nancy Atherton, Terry Bibo, Steven Burgauer Arhivat în 6 octombrie 2008, la Wayback Machine., Dorothy Cannell, David Everson, Joseph Flynn, Julie Kistler, Jerry Klein, Bill Knight, Tracy Knight, Garry Moore și Joel Steinfeldt
- Up From the Bottomless Pit (2005–2007) - publicată îm zece părți în Farmerphile: The Magazine of Philip José Farmer
- The City Beyond Play (2007) - scrisă în colaborare cu Danny Adams
- The Evil in Pemberley House (2009) - scrisă în colaborare cu Win Scott Eckert, având ca personaj fata lui "Doc Savage"

## Culegeri de povestiri
- Strange Relations (1960) - reunește "Mother", "Daughter", "Father", "Son", "My Sister's Brother"
- The Alley God (1962)
- The Celestial Blueprint: And Other Stories (1962)
- Down in the Black Gang (1971)
- The Sliced-Crosswise Only-On-Tuesday World (1971) (culegere și povestire titulară; Marți, oamenii sunt sparți, miercuri, oamenii sunt cercuri)
- The Book of Philip José Farmer, or the Wares of Simple Simon’s Custard Pie and Space Man (1973)
- Riverworld and Other Stories (1979)
- Riverworld War: The Suppressed Fiction of Philip José Farmer (1980) - include o versiune condensată a lui Jesus on Mars și câteva capitole eliminate înainte de publicare din Labirintul magic
- The Cache (1981) - include Cache from Outer Space (1962) și alte povestiri
- Father to the Stars (1981)
- Stations of the Nightmare (1982)
- The Purple Book (1982)
- The Classic Philip José Farmer, 1952-1964 (1984)
- The Classic Philip José Farmer, 1964-1973 (1984)
- The Grand Adventure (1984) - include The Adventure of the Three Madmen
- Riders of the Purple Wage (Călăreții salariului de purpură, 1992)
- Myths for the Modern Age: Philip José Farmer's Wold Newton Universe (2005)
- The Best of Philip José Farmer (2006)
- Strange Relations (2006) - set cuprinzând The Lovers, Flesh și culegerea Strange Relations (1960)
- Pearls from Peoria (2006)
- Up from the Bottomless Pit and Other Stories (2007)
- Venus on the Half-Shell and Others (2008) - cuprinde romanul Venus on the Half-Shell și The Adventure of the Peerless Peer și alte povestiri scrise de personaje fictive
- The Other in the Mirror (2009) - set cuprinzând Fire & The Night, Jesus on Mars, Night of Light
- The Worlds of Philip Jose Farmer: Protean Dimensions (2010)

## Antologii editate de Farmer
- Mother Was A Lovely Beast: A Feral Man Anthology, Fiction And Fact About Humans Raised By Animals (1974)
- Tales of Riverworld (1992)
- Quest to Riverworld (1993) - avându-i co-editori neconfirmați pe Richard Gilliam, Martin H. Greenberg și Edward E. Kramer